# Monument der Chuch’e-Ideologie

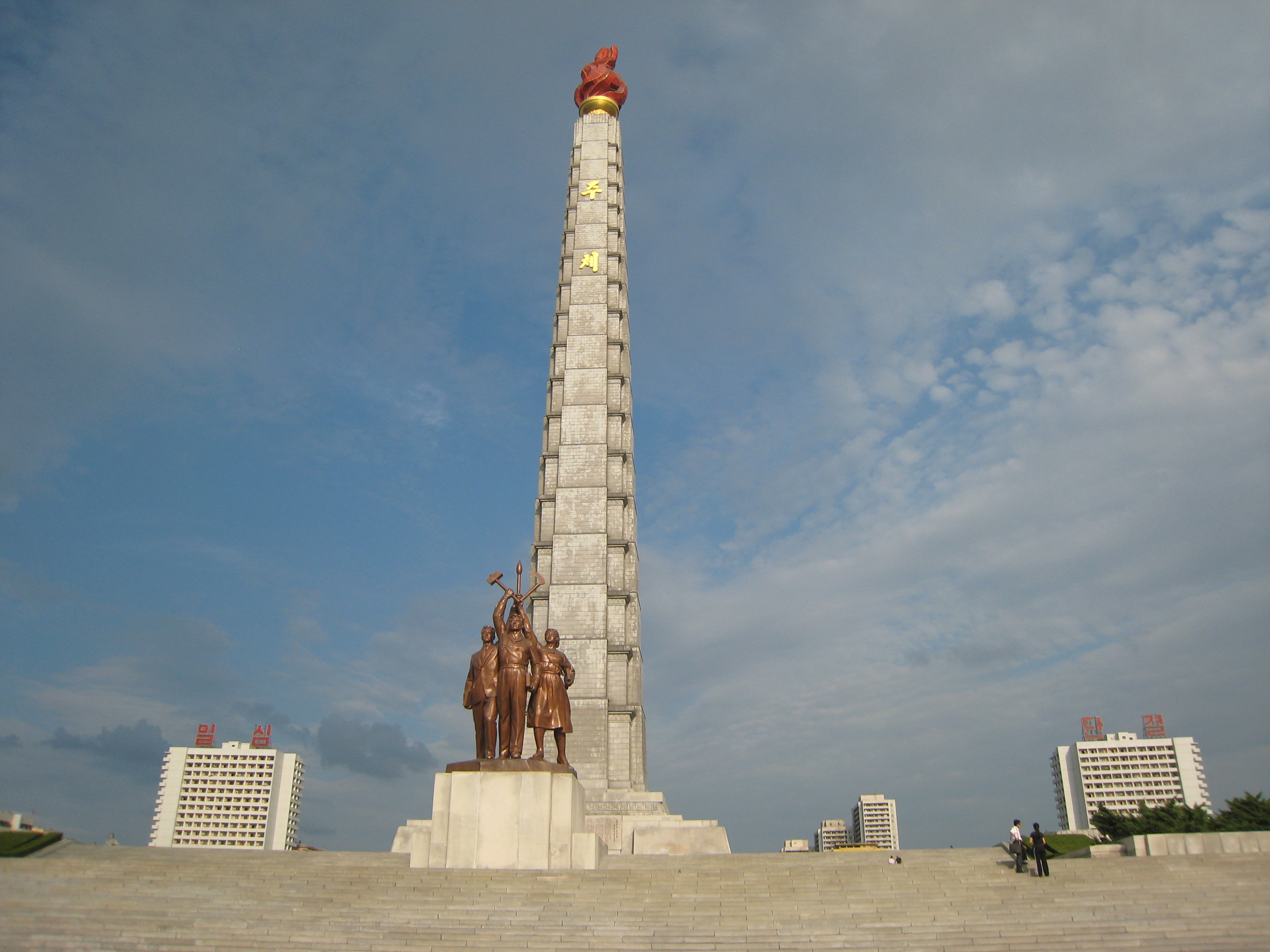
Monument der Chuch’e-Ideologie

Das Monument der Chuch’e-Ideologie ist eine Denkmalanlage der nordkoreanischen Hauptstadt Pjöngjang im Bezirk Tongdaewŏn-guyŏk. Seinen Namen trägt es nach der von Kim Il-sung entwickelten Chuch’e-Ideologie (sprich: Dschutsche).
Es bildet einen Platz an der Uferpromenade des Taedong-gang in einer Achse mit dem Kim-Il-sung-Platz auf der gegenüberliegenden Flussseite. Zu der Anlage gehören der Chuch’e-Turm, eine bronzene Großskulptur, sechs weitere Granit-Skulpturen sowie zwei Pavillons und zwei Wasserspiele mit bis zu 150 Meter hohen Fontänen.

## Chuch’e-Turm
Der Chuch’e-Turm (genau: Turm der Chuch’e-Ideologie) ist das zentrale Bauwerk der Gesamtanlage und ein Wahrzeichen Pjöngjangs.
Er wurde anlässlich des 70. Geburtstags des Präsidenten Kim Il-sung errichtet, 1982 fertiggestellt und am 15. April des Jahres eingeweiht. Angeblich wurde er von Kim Il-sungs Sohn Kim Jong-il entworfen. Bis zum Jahr 2012 soll der Turm von über zwei Millionen Menschen besichtigt worden sein.
Das insgesamt 170 Meter hohe Bauwerk besteht aus 25.550 Granitblöcken (je einer für einen Tag im Leben Kim Il-sungs bis zu seinem 70. Geburtstag) und wird oben durch eine 20 Meter hohe Fackel aus einem roten Glas-Mosaik abgeschlossen. Die Fackel mit einem Durchmesser von zwölf Metern wird von innen ausgeleuchtet, um den Eindruck eines brennenden Feuers zu erzeugen.

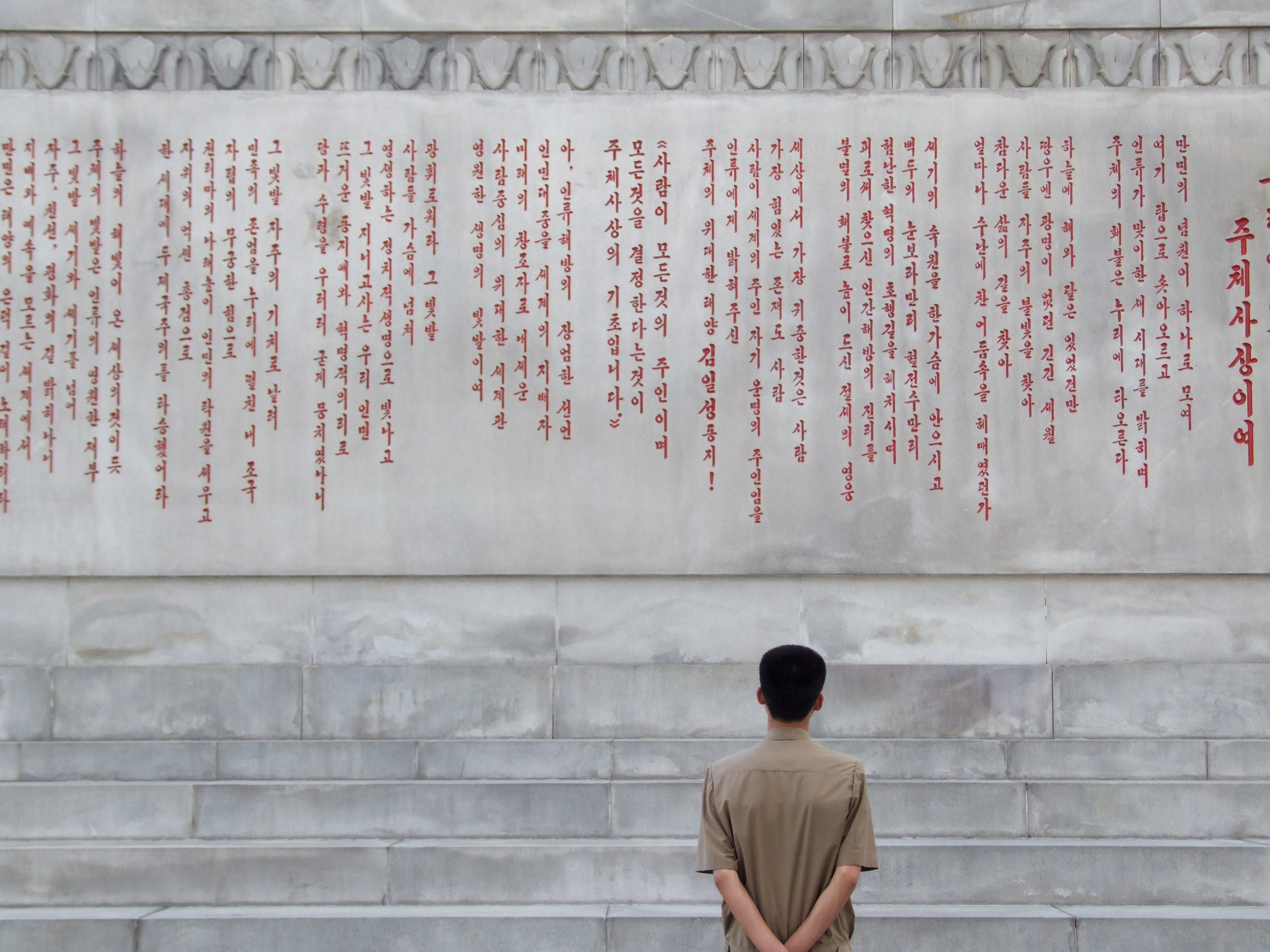
Inschrift auf der Vorderseite des Turms

Auf der Vorderseite des Turm-Sockels befindet sich eine Tafel mit einer Inschrift zur Lobpreisung Kim Il-sungs. Auf beiden Seiten des Turms sind Reliefs mit Magnolien- und Kimilsungien-Blumenkörben in den Sockel gemeißelt. Sie sind die Nationalblumen Nordkoreas.
Die Aussichtsplattform ist mit einem Aufzug erreichbar. Die 70 Stufen entsprechen den 70 Lebensjahren Kim Il-sungs bei der Errichtung.
Im bogenförmigen Eingangsbereich befinden sich Widmungstafeln von Anhängern der Chuch’e-Ideologie aus verschiedenen Ländern. Nachts wird der Turm angestrahlt und die Fackel von innen mit einem Flackereffekt rot beleuchtet.

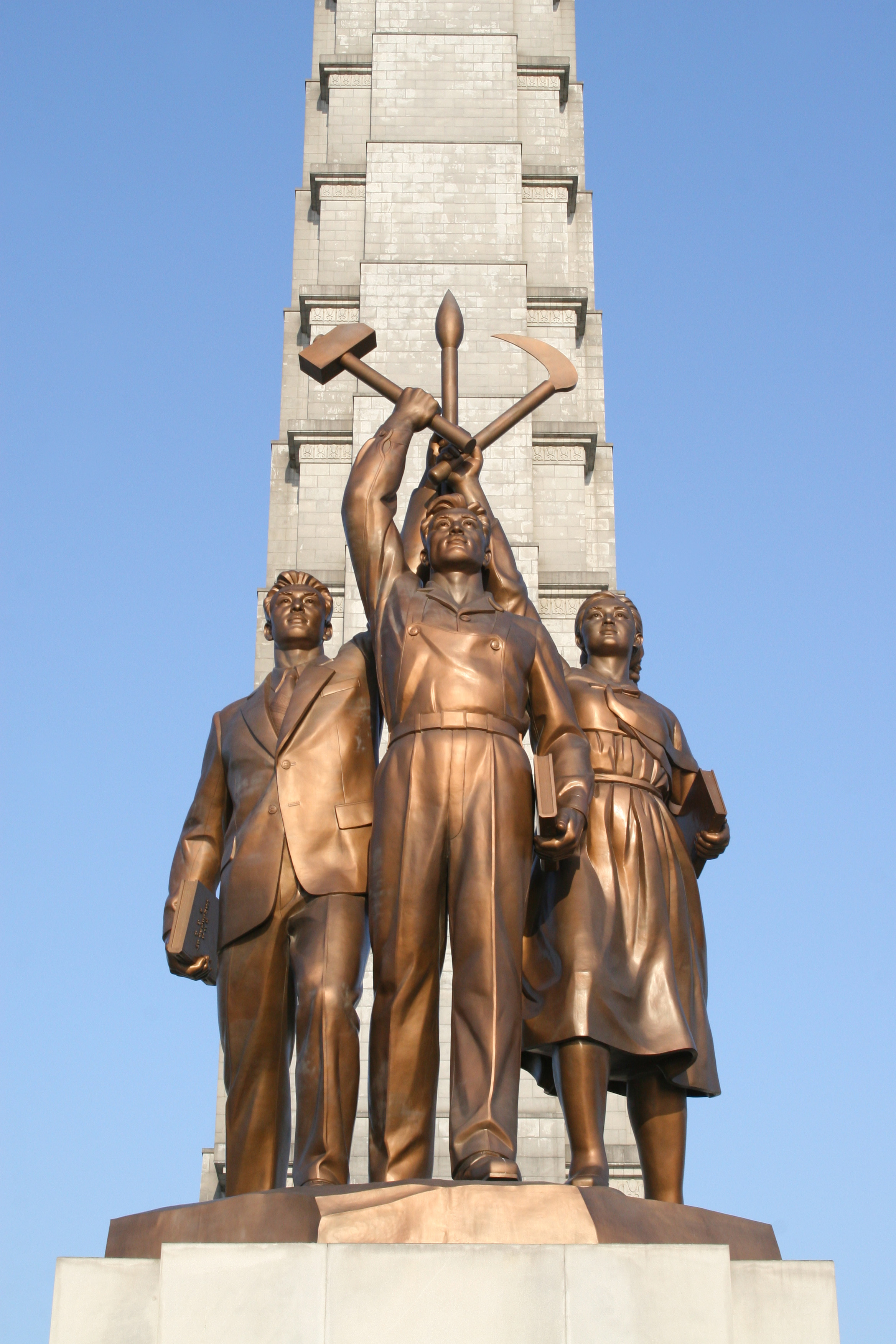
Die Bronze-Skulptur vor dem Chuch’e-Turm

Zentriert vor dem Turm befindet sich auf der zum Turm führenden Freitreppe eine 30 Meter hohe Bronze-Skulptur in Form einer Drei-Personen-Gruppe. Sie stellt einen Intellektuellen, einen Arbeiter und eine Bäuerin dar, die jeweils ihr Werkzeug, Pinsel, Hammer und Sichel, empor halten und dadurch das Emblem der Partei der Arbeit Koreas darstellen.

## Granit-Skulpturen
Zu beiden Seiten des Turmes befinden sich jeweils drei weitere etwa zehn Meter hohe, thematisch unterschiedliche Gruppenskulpturen zur Veranschaulichung der Lebenskraft, die mit der Chuch’e-Ideologie verbunden sein soll. Sie tragen die Bezeichnungen „Chuch’e-Industrie“, „Erntezeit“, „Land des Lernens“, „Chuch’e-Kunst“, „Langlebigkeit“ und „Uneinnehmbare Festung“.
Nördlich des Turms befinden sich folgende Skulpturen:

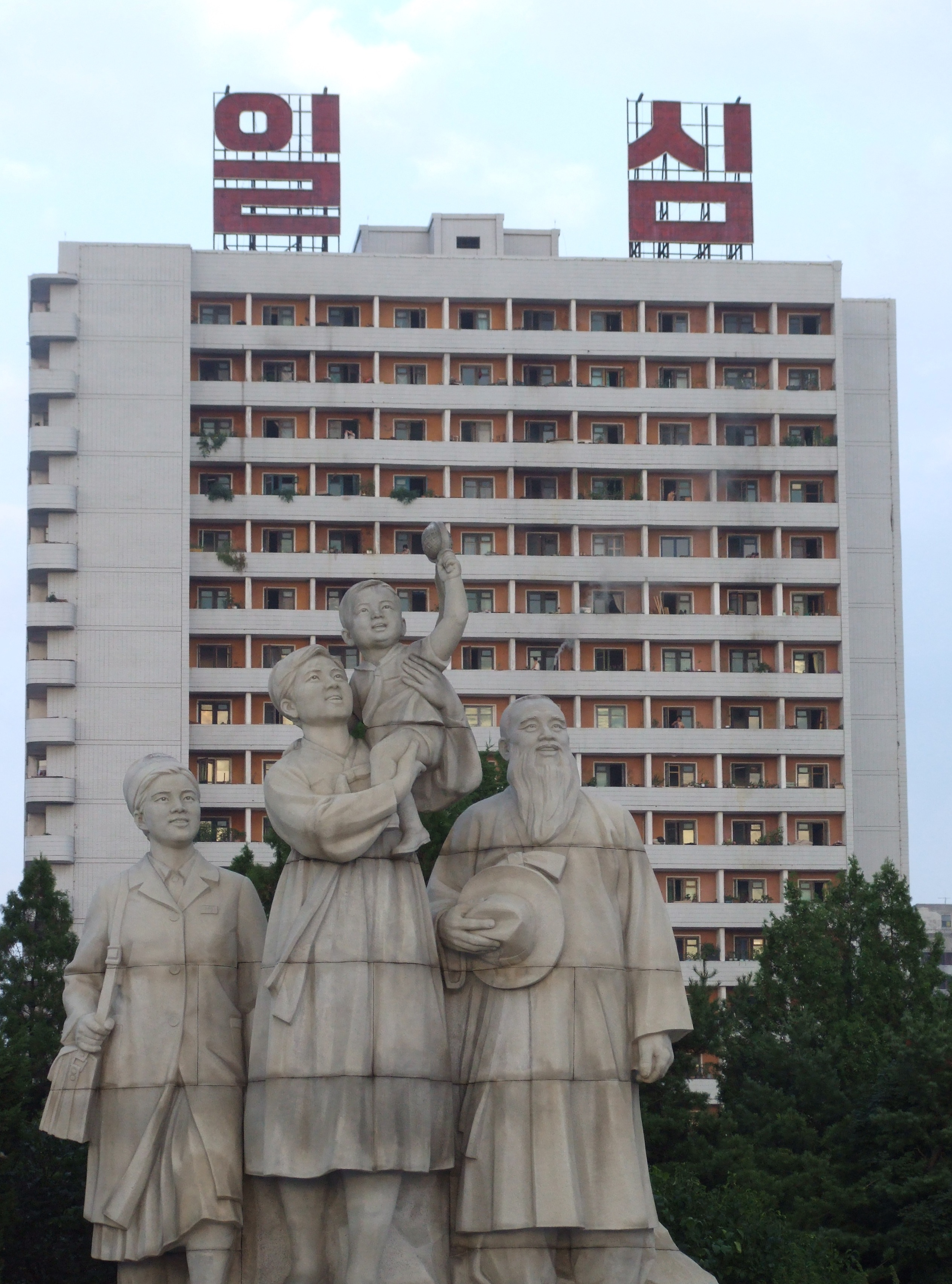
Skulptur mit Koreanischem Volk
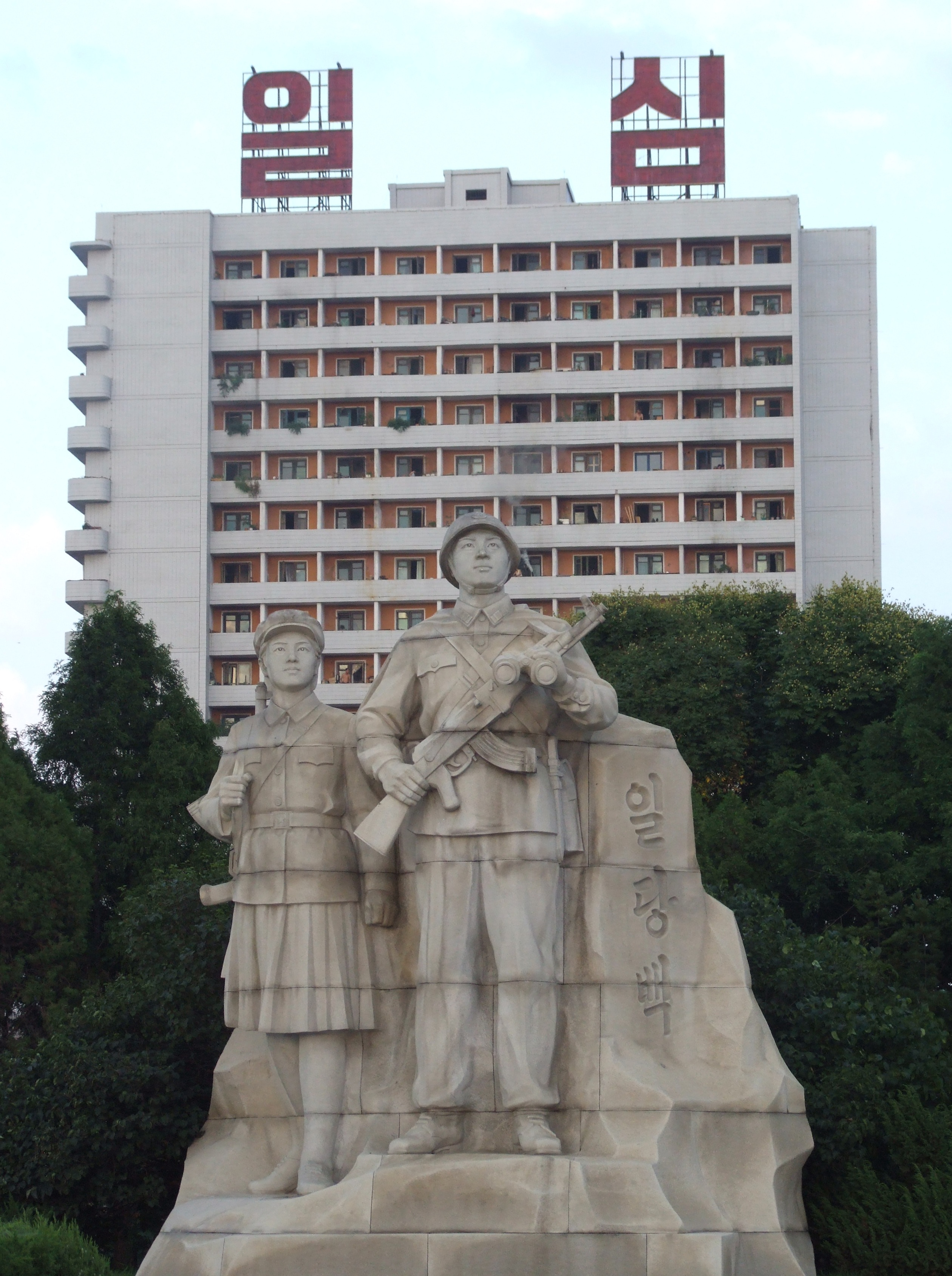
Skulptur mit Soldaten der Koreanischen Volksarmee
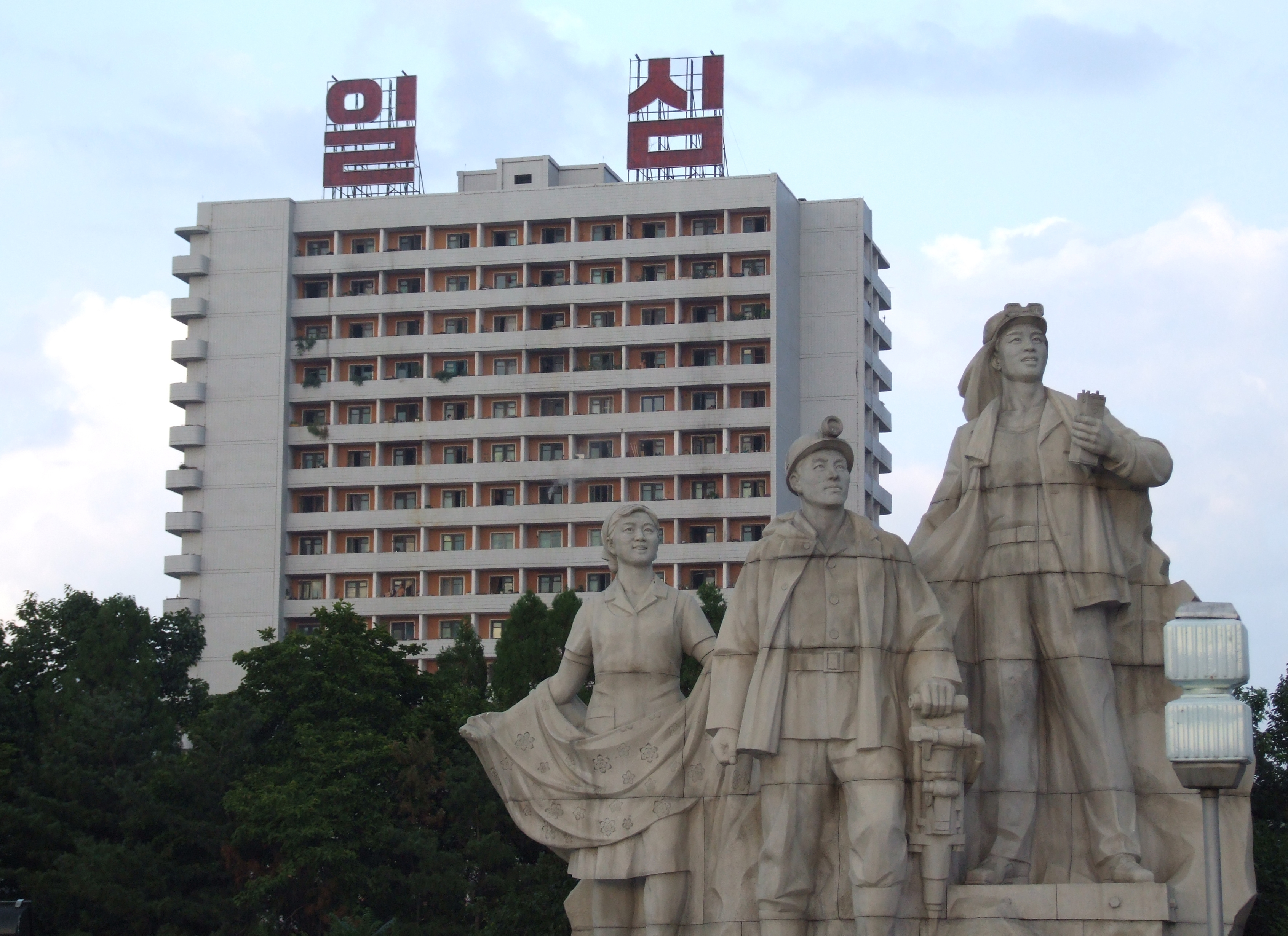
Skulptur Chuch’e-Industrie

Der am Ufer des Flusses Taedong gelegene Turm ist nach dem bis heute unvollendeten 330 Meter hohen Ryugyŏng Hot’el das auffälligste Bauwerk Pjöngjangs.

## Abbildung auf Geldscheinen
Der Turm war als Motiv auf der Vorderseite und als Wasserzeichen auf dem 50-Won-Schein von 1992 abgebildet. Auf dem 50-Won-Schein von 2009 ist nur noch die Fackel des Turms auf der Vorderseite abgebildet.